# مظاهرة بوابة الرمال
وقعت مظاهرة بوابة الرمال في حي بوابة الرمال في القسطنطينية في 27 يوليو 1890، أعقبها مناوشات قُتل خلالها عدد من المتظاهرين وأربعة ضباط شرطة. كان القصد من المظاهرة «.. إيقاظ الأرمن الذين تعرضوا لسوء المعاملة وجعل الباب العالي على علم تام بمآسي الأرمن».

## الخلفية
بدأت المجتمعات الثورية الأرمنية قرب نهاية القرن التاسع عشر في التحريض على الإصلاح وتجديد الاهتمام الأوروبي بالمسألة الأرمنية. استخدم حزب الهنشاك على وجه الخصوص تكتيك المظاهرات الجماهيرية لتسريع العملية. كان يشتبه في أنهم وراء مظاهرة سابقة في يونيو 1890 في أرضروم أسفرت عن مجزرة.

## 27 يوليو 1890
في 27 يوليو 1890، قاطع هاروتيون يانغوليان ومهران داماديان وهامبارتسوم بوياجيان القداس الإلهي في الكاتدرائية الأرمينية في القسطنطينية لقراءة بيان ولاستنكار حالة اللامبالاة التي وقعت من البطريرك الأرمني والجمعية الوطنية الأرمنية.
سرعان ما أجبروا البطريرك على الانضمام إلى موكب متجه إلى قصر يلدز للمطالبة بتنفيذ المادة 61 من معاهدة برلين لعام 1878. حاصرت الشرطة الحشد حتى أثناء تجمع الموكب، وأطلقت أعيرة نارية أسفرت عن سقوط عدد من القتلى بينهم أربعة من رجال الشرطة وثلاثة متظاهرين.

## النتيجة
خلص حزب الهنشاك إلى أن المظاهرات في حي بوابة الرمال لم تنجح. في الوقت نفسه، بينما لم تكن هناك نتيجة واضحة للحدث، أشادت صحافة الهنشاك بالشجاعة التي أظهرها الحاضرون. تم اتباع مظاهرات مماثلة على نطاق أصغر طوال معظم تسعينيات القرن التاسع عشر.